# Ocinebrina squamulifera
Ocinebrina squamulifera är en snäckart som först beskrevs av Carpenter 1869.  Ocinebrina squamulifera ingår i släktet Ocinebrina och familjen purpursnäckor. Inga underarter finns listade i Catalogue of Life.